# جون ريتشاردسون (مؤرخ)
جون ريتشاردسون (بالإنجليزية: John Richardson)‏‏ (22 فبراير 1924 في لندن - 12 مارس 2019 ) مؤرخ الفن، ومؤلف، وأستاذ جامعي، وكاتب من المملكة المتحدة.

## الجوائز
- زمالة غوغنهايم
- فارس قائد رتبة الإمبراطورية البريطانية
- زمالة الأكاديمية البريطانية